# Opinaca
Opinaca är en flygplats i Kanada.   Den ligger i regionen Nord-du-Québec och provinsen Québec, i den östra delen av landet, 800 km norr om huvudstaden Ottawa. Opinaca ligger 206 meter över havet.
Terrängen runt Opinaca är platt. Trakten runt Opinaca är nära nog obefolkad, med mindre än två invånare per kvadratkilometer.. Det finns inga samhällen i närheten. 
Omgivningarna runt Opinaca är i huvudsak ett öppet busklandskap.